# Mustafa Husajn Alam ad-Din
Mustafa Husajn Alam ad-Din (Moustafa Hussein Fathy Alameldin, arab. مصطفى حسين فتحى زكى; ur. 10 grudnia 2004) – egipski zapaśnik walczący w stylu klasycznym. Złoty medalista mistrzostw Afryki w 2024 i srebrny w 2022. Drugi na mistrzostwach arabskich w 2022. Pierwszy na Światowych Igrzyskach Sportów Walki w 2023. Mistrz świata juniorów w 2023. Wygrał mistrzostwa Afryki juniorów w 2023 i drugi w 2022 roku.